# Basketball Champions League Star Lineup
Il Basketball Champions League Star Lineup è il riconoscimento che ogni anno la Basketball Champions League conferisce ai 10 migliori giocatori che si sono distinti nel corso della regular season.

## Vincitori
- Basketball Champions League Star Lineup 2010-2020
- Basketball Champions League Star Lineup 2020-2030